# Cereus jamacaru

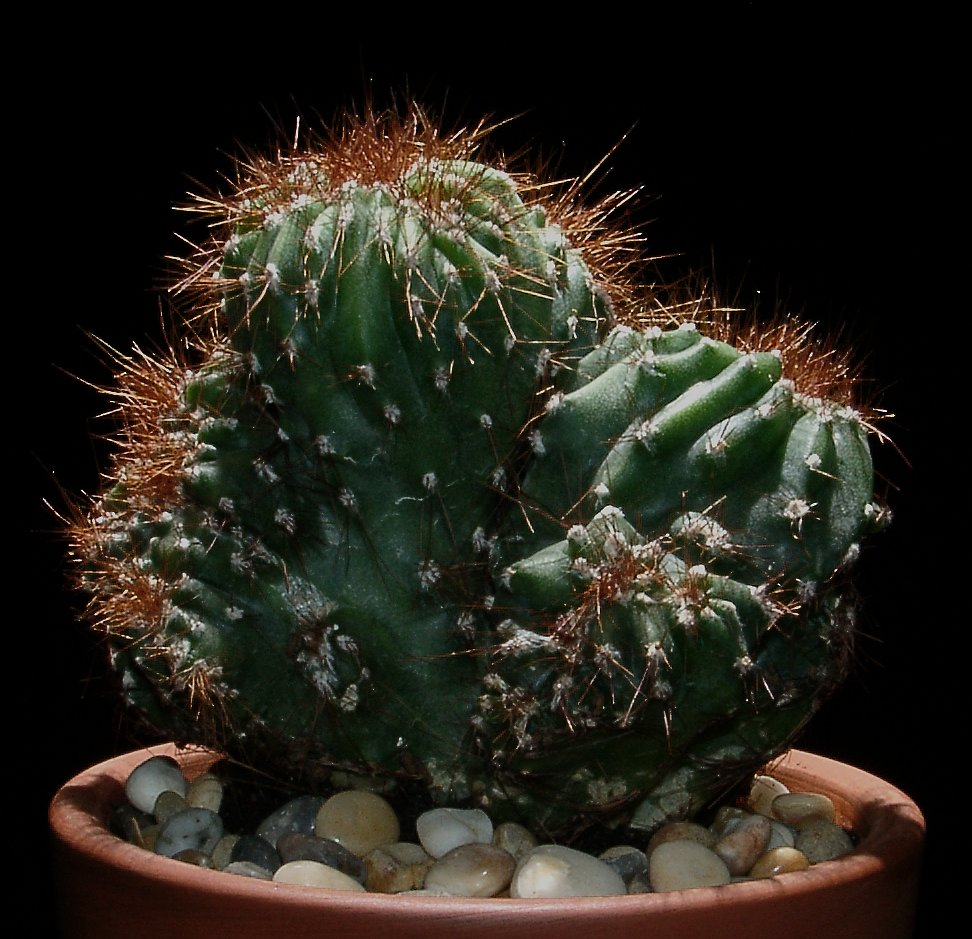
Eine „monströse“ Form von Cereus jamacaru ist der „Felsenkaktus“

Cereus jamacaru ist eine Pflanzenart in der Gattung Cereus aus der Familie der Kakteengewächse (Cactaceae). Das Artepitheton jamacaru verweist auf den portugiesischen Trivialnamen „Jamacaru“. Weitere Trivialnamen sind „Mandacarú“ oder „Mandacarú de boi“.

## Beschreibung
Die Pflanzen sind stammsukkulente Bäume, die etwa 9 m (bis 15 m) Höhe erreichen und große Kronen ausbilden. Die Stämme erreichen im Alter Durchmesser von 35 cm und mehr. Die segmentierten Zweige sind vier- bis sechsrippig, durch im Alter eingeschobene Rippen manchmal bis zehnrippig. Die anfänglich etwa 3,5 cm hohen Rippen werden mit fortschreitendem Alter höher. Auf ihnen stehen im Abstand von 2 bis 4 cm gelbe bis braune Areolen. Diese tragen etwa 15 bis 20 gelbliche bis bräunliche Dornen, die sich in 7 bis 9 Randdornen und 6 bis 13 Mitteldornen gliedern. Nicht selten wird die Gesamtzahl der Dornen erst im Laufe vieler Jahre erreicht. Die erst spät gebildeten Dornen sind dann besonders derb und bis zu 10 cm lang.
Die aus den Areolen gebildeten, nachts geöffneten Blüten werden bis 25 cm lang. Die äußeren Blütenhüllblätter sind bräunlich bis hellgrün, die inneren sind weiß. Nach Befruchtung entstehen ei- bis birnenförmige Früchte von etwa 6 cm Durchmesser und 12 cm Länge. Diese färben sich bei Reife karmin- bis korallenrot und reißen längs auf. Innerhalb der Früchte befinden sich die mattschwarzen, etwa 3 mm großen Samen in einem saftigen, weißen Fruchtfleisch.

## Verbreitung, Systematik und Gefährdung
Cereus jamacaru ist im Nordosten Brasiliens in der Caatinga verbreitet.
Die Erstbeschreibung wurde 1828 durch Augustin-Pyrame de Candolle veröffentlicht. Nomenklatorische Synonyme sind Cactus jamacaru (DC.) Kostel. (1835) und Piptanthocereus jamacaru (DC.) Riccob. (1909).
Es werden folgende Unterarten unterschieden:
- Cereus jamacaru subsp. jamacaru
- Cereus jamacaru subsp. calcirupicola (F.Ritter) N.P.Taylor & Zappi

In der Roten Liste gefährdeter Arten der IUCN wird die Art als „Least Concern (LC)“, d. h. als nicht gefährdet geführt. Die Unterarten wurden nicht separat erfasst.